# 네자비시마야 가제타
네자비시마야 가제타(Независимая газета, 독립 신문이라는 뜻)는 러시아의 일간지다. 1990년 모스크바에서 창간돼 푸틴 정권에 다소 비판적인 견해를 갖고 있는데, 가령 크렘린의 러시아 중앙선거위원회 및 러시아 과학 아카데미에 대한 영향력을 비판했다. 또한 러시아의 크림반도 합병에 대해서도 공개적으로 비판했다. 그렇지만 네자비사마야 가제타는 노바야 가제타와 메두사만큼 강경한 입장을 취하지는 않는다. 사장은 콘스탄틴 렘추코프다.